# Jhoany Palacios Mosquera
Jhoany Carlos Alberto Palacios Mosquera (Istmina, 13 de abril de 1969) es un abogado y político colombiano, actual miembro de la Cámara de Representantes de Colombia en representación del Departamento de Chocó, mismo del cual fue Gobernador.

## Biografía
Nació en Istmina, al sur del Departamento de Chocó, el 13 de abril de 1969. Estudió Derecho en la Universidad Santiago de Cali y posee una especialización en Derecho del Trabajo de la Universidad Nacional de Colombia.
Afiliado al Partido Liberal, se desempeñó como Secretario de Gobierno de Istmina y en las elecciones regionales de 2007 resultó elegido Alcalde de esta localidad para el mandato 2008-2011. Así mismo, fue asesor en Unidad de Trabajo Legislativo de la Cámara de Representantes de Colombia.
En las elecciones regionales de 2015 resultó elegido Gobernador de Chocó con 58.511 votos, equivalentes al 40,02% del total, contando con los avales del Partido Liberal y el Partido de la U. Durante su gestión logró que se reconociera a Belén de Bajirá cómo parte del departamento de Chocó, así como adelantó múltiples obras públicas a lo largo del departamento.
En las elecciones legislativas de 2022 resultó elegido a la Cámara de Representantes de Colombia por el departamento de Chocó, al haber obtenido una votación de 27.420 sufragios. En la Cámara es miembro de la Comisión Segunda Permanente, de Relaciones Internacionales.En 2023 la Corte Suprema de Justicia le abrió una investigación por presunto peculado durante su mandato como gobernador, siendo el congresista más investigado del país, al tener más de 20 investigaciones adelantadas por la Procuraduría General de la Nación.